# Pyrenaria oblongicarpa
Pyrenaria oblongicarpa är en tvåhjärtbladig växtart som beskrevs av Ho Tseng Chang. Pyrenaria oblongicarpa ingår i släktet Pyrenaria och familjen Theaceae. Inga underarter finns listade i Catalogue of Life.